# Кёлхалфали
Кёлхалфали (азерб. Kolxəlfəli) — село в Кёлхалфалинском административно-территориальном округе Акстафинского района Азербайджана.

## Этимология
Название села состоит из слов кёл (на самом деле — хол — с азерб. — «дельта реки; устье») и топонима Халфали. Село находится вблизи места слияния рек Акстафа и Кура.

## История
Село Халфали в 1913 году согласно административно-территориальному делению Елизаветпольской губернии относилось к Халфалинскому сельскому обществу Казахского уезда.
В 1926 году согласно административно-территориальному делению Азербайджанской ССР село относилось к дайре Акстафа Казахского уезда.
С 24 января 1939 года село входило в состав Акстафинского района, который 4 декабря 1959 года был ликвидирован, а населенный пункт передан в состав Казахского района.
Согласно административному делению 1961 и 1977 года село Кёлхалфали входило в Пирилинский сельсовет Казахского района Азербайджанской ССР.
24 апреля 1990 года село передано в состав новообразованного Акстафинского района.
В 1999 году в Азербайджане была проведена административная реформа и внутри Пирилинского административно-территориального округа был учрежден Пирилинский муниципалитет Акстафинского района. В 2004 году из состава Пирилинского административно-территориального округа выделен новый, Кёлхалафалинский.

## География
Келхалфали расположен на берегу реки Акстафа.
Село находится в 18 км от райцентра Акстафа и в 463 км от Баку. Ближайшая железнодорожная станция — Пойлы.
Село находится на высоте 270 метров над уровнем моря.

## Население
| Численность населения | Численность населения | Численность населения | Численность населения |
| 1886                  | 1980                  | 1999                  | 2009                  |
| --------------------- | --------------------- | --------------------- | --------------------- |
| 592                   | ↗1030                 | ↗1137                 | ↗1285                 |

В 1886 году в селе проживало 592 человека, все — азербайджанцы, по вероисповеданию — шииты.
Население преимущественно занимается виноградарством и животноводством.

## Климат
Среднегодовая температура воздуха в селе составляет +13,9 °C. В селе полупустынный климат.

## Инфраструктура
В советское время в селе располагались отделение виноградарского совхоза, молочно-товарная ферма, средняя школа, библиотека, медицинский пункт.
В селе расположены средняя школа, медицинский пункт.